# Laila Ferrer
Laila Ferrer de Silva, coniugata Domingos (Pacatuba, 30 luglio 1982), è una giavellottista brasiliana.

## Biografia
Ferrer debutta internazionalmente direttamente tra i seniores nel 2011, sia ai Campionati sudamericani che ai Giochi panamericani previsti per quell'anno. L'anno successivo si è qualificata ed ha preso parte ai Giochi olimpici di Londra 2012, senza avanzare in finale. Con i colori brasiliani ha vinto numerose medaglie regionali.
Nel 2012 ha sposato il martellista connazionale Wagner Domingos, da cui ha acquisito il cognome con cui ha gareggiato nelle competizioni internazionali.

## Palmarès
| Anno | Manifestazione             | Sede           | Evento                 | Risultato | Prestazione | Note                                     |
| ---- | -------------------------- | -------------- | ---------------------- | --------- | ----------- | ---------------------------------------- |
| 2011 | Sudamericani               | Buenos Aires   | Lancio del giavellotto | 4ª        | 53,67 m     |                                          |
| 2011 | Giochi panamericani        | Guadalajara    | Lancio del giavellotto | 15ª       | 46,43 m     |                                          |
| 2012 | Campionati ibero-americani | Barquisimeto   | Lancio del giavellotto | Bronzo    | 57,14 m     |                                          |
| 2012 | Giochi olimpici            | Londra         | Lancio del giavellotto | 21ª (q)   | 58,39 m     |                                          |
| 2013 | Sudamericani               | Cartagena      | Lancio del giavellotto | Argento   | 58,80 m     |                                          |
| 2014 | Giochi sudamericani        | Santiago       | Lancio del giavellotto | Bronzo    | 57,11 m     |                                          |
| 2014 | Campionati ibero-americani | San Paolo      | Lancio del giavellotto | Argento   | 58,12 m     |                                          |
| 2015 | Giochi panamericani        | Toronto        | Lancio del giavellotto | 4ª        | 58,19 m     |                                          |
| 2016 | Campionati ibero-americani | Rio de Janeiro | Lancio del giavellotto | Argento   | 60,44 m     |                                          |
| 2017 | Sudamericani               | Asunción       | Lancio del giavellotto | Argento   | 58.50 m     |                                          |
| 2017 | Mondiali                   | Londra         | Lancio del giavellotto | 18ª (q)   | 60,54 m     |                                          |
| 2018 | Giochi sudamericani        | Cochabamba     | Lancio del giavellotto | Oro       | 60,25 m     |                                          |
| 2018 | Campionati ibero-americani | Trujillo       | Lancio del giavellotto | Bronzo    | 58,24 m     |                                          |
| 2019 | Sudamericani               | Lima           | Lancio del giavellotto | Oro       | 57,79 m     |                                          |
| 2019 | Giochi panamericani        | Lima           | Lancio del giavellotto | 5ª        | 59,15 m     | Miglior prestazione personale stagionale |
| 2019 | Mondiali                   | Doha           | Lancio del giavellotto | 28ª (q)   | 55,49 m     |                                          |
| 2019 | Giochi mondiali militari   | Wuhan          | Lancio del giavellotto | Argento   | 56,02 m     |                                          |
| 2021 | Sudamericani               | Guayaquil      | Lancio del giavellotto | Oro       | 59,97 m     |                                          |
| 2021 | Giochi olimpici            | Tokyo          | Lancio del giavellotto | 18ª (q)   | 59,47 m     |                                          |
| 2023 | Campionati sudamericani    | San Paolo      | Lancio del giavellotto | 6ª        | 53,87 m     |                                          |

## Altre manifestazioni internazionali
2018
- 5ª in Coppa continentale ( Ostrava), lancio del giavellotto - 60,07 m